# Han-sur-Nied
Han-sur-Nied è un comune francese di 244 abitanti situato nel dipartimento della Mosella nella regione del Grand Est.

## Società

### Evoluzione demografica
Abitanti censiti